# Фаньяно
Фанья́но або Камі (ісп. El lago Fagnano, El lago Cami) — озеро на кордоні Чилі та Аргентини. Найбільше озеро на острові Вогняна Земля. В Аргентині носить назву Фаньяно, в Чилі — Камі.

## Загальні відомості

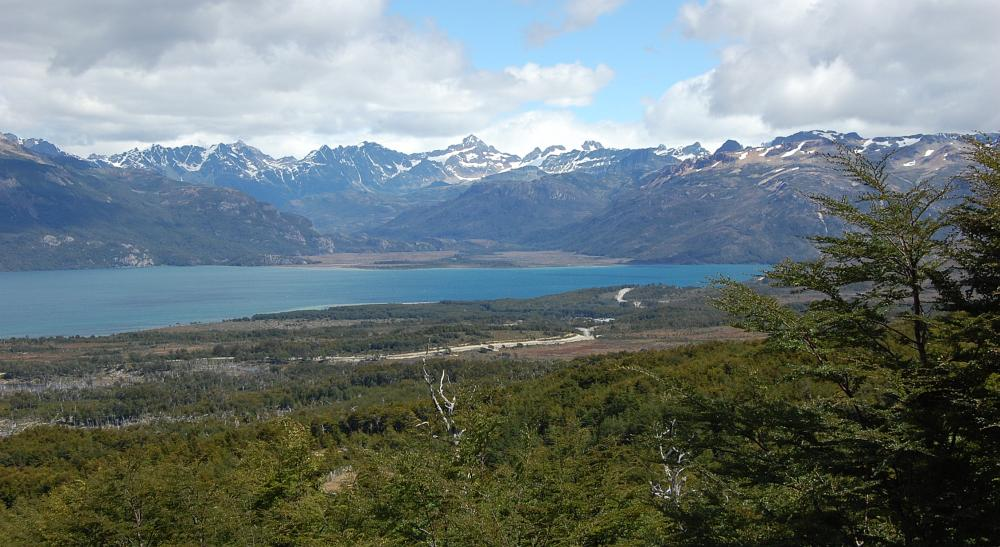
Вид на західний (чилійський) край озера

Площа озера 593 км², висота над рівнем моря — 140 метрів, максимальна глибина — 206 метрів. Максимальна довжина озера (із заходу на схід) — 98 кілометрів (13,5 кілометра — чилійська територія, 72,5 кілометра — аргентинська). Довжина берегової лінії 194 км. Озеро тектонічного і льодовикового походження, має форму фіорду.
Стік по річці Асопардо в затоку Альмірантасго. Озеро названо на честь католицького місіонера та дослідника Хосе Фаньяно, який першим з європейців побував на берегах озера 1886 року. Частина озера на території Аргентини входить до національного парку Вогняна Земля.